# Міхал Храпек
Міхал Храпек (пол. Michał Chrapek; нар. 3 квітня 1992 , Явожно, Польща) — польський футболіст, півзахисник футбольної команди «Лехія» з міста Гданськ.
Храпек почав тренуватися в семирічному віці. Спочатку перші три роки грав за клуб позакласної роботи з дітьми. У ньому він грав на позиції правого захисника. Потім приєднався до складу явожинскої «Вікторії». У цьому клубі він грав на позиції центрального півзахисника. Граючи в кадетському складі «Вікторії» виконував функції капітана.